# Annulatascaceae
Die Annulatascaceae bilden die einzige Familie der Annulatascales, eine Ordnung der Schlauchpilze (Ascomycota).

## Merkmale

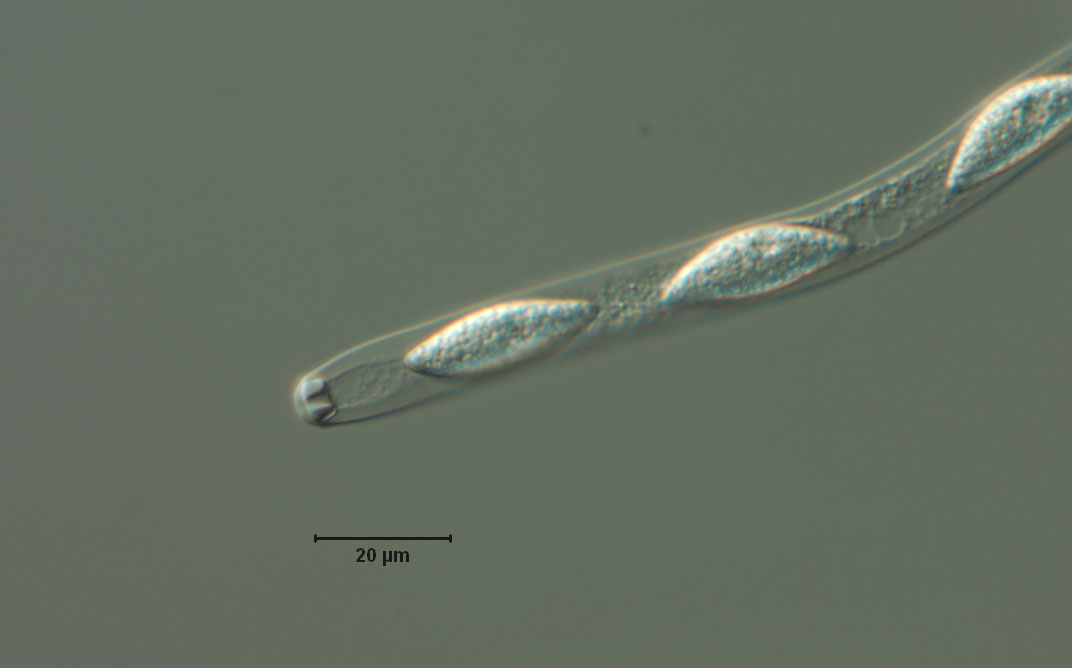
Schlauch von Annulatascus velatisporus

Die Annulatascaceae bilden als Fruchtkörper Perithecien, die einkammerig (uniloculär), selten auch schildförmig sind. Die Hälse der Perithecien sind schwarz oder durchscheinend. Die Peridie ist lederartig oder auch hautartig. Das Hamathecium, das Gewebe zwischen den Schläuchen besitzt sich nach oben verjüngende Paraphysen. Die Schläuche (Asci) besitzen immer acht Sporen und sind einwandig, oft dünnwandigen und gestielt. Meist besitzen sie einen deutlichen, inamyloiden (mit Iod nicht anfärbbaren), lichtbrechenden apikalen Ring, durch den die Sporen aktiv ausgeschleudert werden können. Die Sporen sind in einer Reihe angeordnet und durchscheinend (hyalin), manchmal aber auch braun. Sie können septiert oder unseptiert sein. Oft besitzen sie Anhängsel oder auch eine scheidenähnliche Hülle, wodurch sie besser am Substrat festhalten. Eine Nebenfruchtform ist nur bei der Gattung Chaetorostrum bekannt, die ähnlich der GattngTaeniolella aus der Ordnung der Kirschsteiniotheliales sind.

## Ökologie
Vertreter der Annulatascaceae leben ausschließlich im Süßwasser saprob und dort meist auf untergetauchtem Holz. Manche Arten wurden auch schon auf im Wasser lebenden Palmblättern, Grasstängeln oder verrottendem Bambus gefunden. Sie scheinen in tropischen und gemäßigtem Klima weit verbreitet zu sein.

## Systematik und Taxonomie
Die Familie Annulatascaceae wurde 1998 von Sze Wing Wong, Kevin David Hyde und E. B. Gareth Jones erstbeschrieben. Die Beschreibung der Ordnung Annulatascales erfolgte 2015 durch Melvina J. D’souza, Sajeewa S.N. Maharachchikumbura und Kevin David Hyde.
Folgende Gattungen gehören zur Familie:
- Annulatascus mit 18 Arten
- Annulusmagnus mit nur einer Art
- Aqualignicolamit zwei Arten
- Ascitendusmit zwei Arten
- Ayria mit zwei Arten
- Cataractisporamit fünf Arten
- Chaetorostrum mit nur einer Art
- Fusoidigranularius mit nur einer Art
- Longicollum mit nur einer Art
- Longivarius mit nur einer Art
- Pseudoannulatascus mit nur einer Art
- Submersisphaeriamit fünf Arten
- Vertexicolamit drei Arten

Innerhalb der Annulatascales mit noch unsicherer Stellung gehört auch die Gattung Clohiesia mit drei Arten.